# دیانا (فیلم)
دیانا (انگلیسی: Diana) فیلمی در ژانر زندگینامه‌ای و درام به کارگردانی الیور هیرشبیگل است که در سال ۲۰۱۳ منتشر شد.
این فیلم به داستان زندگی دیانا همسر چارلز که پادشاه کنونی انگلستان است اشاره دارد.

## بازیگران
- نائومی واتس
- نوین اندروز
- جرالدین جیمز
- جولیت استیونسون
- داگلاس هاج
- چارلز ادواردز
- ارت مالک
- لارنس بلچر
- هری هالند
- مری استاکلی